# 제주마주협회
제주마주협회는 제주경주마의 육성·관리, 경마의 원활한 시행과 경마발전에 기여 목적으로 1997년 5월 22일에 설립된 대한민국 농림수산식품부 소관의 사단법인이다.

## 주요 사업
- 건전 경마문화의 보급선전
- 회원의 권익보호 및 친목도모
- 경주마의 보호 및 육성
- 기타 경마발전을 위하여 필요한 사업